# 1544 год в науке
В 1544 году произошли различные научные и технологические события, некоторые из которых представлены ниже.

## События
- Великий герцог Тосканы Козимо I открыл в Пизе ботанический сад. Директором стал Лука Гини, считающийся заодно первым составителем гербария[1].

## Публикации
- Георгий Агрикола: «De ortu et causis subterraneorum», заложены основы современной физической геологии.
- Гвидо Гвиди: «Chirurgia è Græco in Latinum conuersa, Vido Vidio Florentino interprete, cum nonnullis eiusdem Vidij cómentarijis». Сборник латинских переводов античных трактатов Гиппократа, Галена и Орибасия.
- Валерий Корд: «История растений»(Historia Plantarum), посмертно.
- Пьетро Андреа Маттиоли: «Di Pedacio Dioscoride Anazarbeo Libri cinque Della historia, et materia medicinale tradotti in lingua volgare italiana da M. Pietro Andrea Matthiolo Sanese Medico, con amplissimi discorsi, et comenti, et dottissime annotationi, et censure del medesimo interprete». Трактат по ботанике; содержит первое в Европе упоминание помидоров[2],.
- Себастиан Мюнстер: «Cosmographie du monde», с картой и гравюрами на дереве.
- Уильям Тёрнер: «Avium praecipuarum, quarum apud Plinium et Aristotelem mentio est, brevis et succincta historia», первая в мире книга, целиком посвящённая орнитологии.

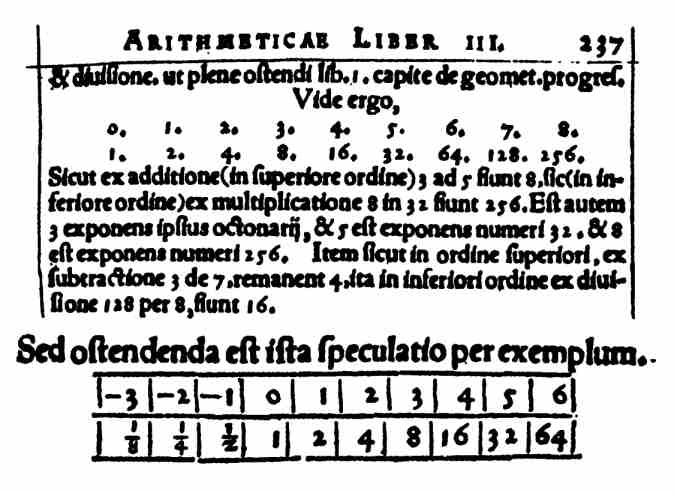
Логарифмическая таблица Михаэля Штифеля

- Оронций Финеус: «Quadratura circuli, tamdem inventa & clarissimè demonstrata. De circuli mensura, & ratione circumferentiae ad diametrum, demonstrationes duae. De multangularum omnium & regularium figurarum descriptine, liber hactenus desideratus. De invenienda longitudinis locorum differentia, aliter quàm per lunares eclipses, etiam dato quovis tempore, liber admodum singularis. Planisphaerium geographicum, quo tum longitudinis atque latitudinis differentiae, tum directae locorum deprehenduntur elongationes».
- Михаэль Штифель: «Arithmetica integra». В этой книге впервые встречается термин «экспонента» и сделан первый шаг к введению понятия логарифма (решающий шаг сделал Джон Непер в 1644 году)[3][4].

## Родились
См. также: Категория:Родившиеся в 1544 году
- 24 мая — Уильям Гильберт, английский физик, придворный врач Елизаветы I и Якова I. Внёс большой вклад в изучение магнитных и электрических явлений, первым ввёл термин «электрический» (умер в 1603 году).
- Жозеф Дюшен, французский врач и алхимик, последователь Парацельса (умер в 1609 году)[5].

## Скончались
См. также: Категория:Умершие в 1544 году
- 24 сентября — Валерий Корд, немецкий ботаник и фармацевт (род. в 1515 году).
- Нилаканта Сомаяджи, Керальская школа астрономии и математики (род. в 1444 году).